# 月亭太遊
月亭 太遊（つきてい たいゆう、1984年4月21日 - ）は、大分県竹田市出身の落語家、お笑い芸人。血液型はO型。本名∶後藤 征平。上方落語協会脱会後は「ひょうきんなおっさん（剽軽奈 乙燦）」名義でフリーの落語家として活動している。

## 来歴・人物
大分県立緒方工業高等学校卒業。元は大阪NSC26期生の漫才師で、2004年5月から2010年7月まではだか電球というコンビ名で活躍していた。
素人出身の山下吉宗とコンビを結成、当初アマチュアとして活動、2004年のM-1グランプリに出場したが、その予選中に吉本興業に所属することとなった。同大会では結成して間もないにもかかわらず準決勝に進出するなど、健闘。翌2005年の第26回ABCお笑い新人グランプリでも新人賞を受賞するなど、順調な活動が続いた。しかし、当時現役の大学生であった相方・山下が学業に専念することとなり、1年間活動を停止。その間、ピン芸人として後藤レクイエムを名乗る。
2005年のM-1グランプリには藤原F鬼夫・メキシコの風とともに、ぽちょぽちょというユニット名で出場した。その後、元街の帽子屋さんのバイク川崎バイクと、期間限定ユニット「繭」を結成。
翌2006年のR-1グランプリでは、後藤レクイエムの名で準決勝に進出。その年3月には「はだか電球」の活動を再開し、2007年のM-1グランプリで再び準決勝まで勝ち上がる。
2010年7月をもってコンビを解散し、以後落語家を目指す。同年12月12日に月亭遊方に入門。太遊の名を授かる。3代目桂米朝にとっては月亭天使に続き、2人目の玄孫弟子となった。
2012年、第7回大阪アジアン映画祭にて『治療休暇』（梅澤和寛監督）の肥満体型の憎たらしい男の役柄で映画初主演。出演のきっかけは、映画スタッフが某動画サイトで偶然見かけた「はだか電球」時代のコント。第22回彦八まつりの「落語家による大相撲」にて優勝（四股名：元裸）。
2013年、2代目京都府住みます芸人に就任。それに伴い活動拠点が京都となる。
2017年4月、住みます芸人を退任し、拠点を大分県別府市に移す。
2024年8月31日、東京・鈴本演芸場8月余一会「春風亭一之輔独演会」に桂九ノ一と共にゲストとして出演した。演目は「山城ヨチムーランド」。
2025年3月13日、プロの落語家を辞めることを発表。理由として自身の政治的発言について、苦情や一部嫌がらせの連絡がエージェント契約を結んでいた吉本興業や上方落語協会や月亭一門に寄せられたためと説明。「月亭太遊でなくなるとプロの落語家ではなくなりますが、自分は芸事も発言も続けていきます」「プロの落語家じゃなくなるだけで!落語は自作のやつを勝手にやりますよ!!!」と落語自体は続けると明言した。

## 主な主催イベント
- 噺セレブ（2012年10月 - 2013年3月）
- 落語de銭湯数珠つなぎ ちゃいちゃい寄席（2014年6月 - ）
- 太遊のまつり（2014年7月 - ）
- ネオラクゴ・フロンティア、ネオ落語・セントラル、毎週月曜 錦湯劇場（2014年10月 - ）
- ネオラクゴ・カルティベイト（2014年12月 - 2015年9月）
- おやすみマンサルド（2016年8月 - 2016年10月）
- ビリートップ（2016年8月 - ）
- ネオラクゴ・メトロポリス[7]（2017年2月 - ）
- ネオラクゴ・ストラグル（2017年11月）

## 出演

### 映画
- 治療休暇（2012年 監督:梅澤和寛）
- 丸（2013年 監督:鈴木洋平）
- 壁の中の子供達（2013年 監督:野口雄也）
- Fly Me to Minami〜恋するミナミ（2013年 監督:リム・カーワイ）
- 見栄を張る（2016年 監督:藤村明世）
- マザーレイク（2017年 監督:瀬木直貴）
- 神さまの轍-CHECKPOINT OF THE LIFE-（2018年 監督:作道雄）
- 鬼が笑う（2022年 監督:三野龍一）- 倉元 役

### CM
- 日清食品「どん兵衛東西対決」（2016年）

### ミュージックビデオ
- 120REC / STANCE feat. 押忍マン, 月亭太遊（2017年）
- Red Bull Music ラッパーによる落語コンテンツ『ISSEKI』(2022年） - 落語監修

## 受賞歴
（はだか電球時代）
- M-1グランプリ2004準決勝進出・2007準決勝進出
- R-1ぐらんぷり2006準決勝進出
- キングオブコント2009準決勝進出
- 第26回ABCお笑い新人グランプリ新人賞

（月亭太遊以降）
- R-1ぐらんぷり2012準決勝進出
- 歌ネタ王決定戦2013準決勝進出（後輩のパニーニ、ストライク、たけだバーベキュー、ボーイ、田泓智和とともに「月亭太遊と湊町ナイスハーモニー合唱団」というユニット名で出場）
- NHK新人演芸大賞（落語部門）2013決勝進出、演目は「たまげほう」